# Moclips
Moclips  est une census-designated place américaine de l'État de Washington dans le comté de Grays Harbor. 
La population était de 207 habitants en 2010.